# Eberhard Bodenschatz
Eberhard Bodenschatz (* 22. April 1959 in Rehau) ist ein deutscher Physiker.

## Leben
Eberhard Bodenschatz absolvierte ein Studium der Physik und Technischen Physik an der Universität Bayreuth, wo er im Jahr 1989 in theoretischer Physik mit der Dissertation Muster und Defekte im Rahmen der schwach nichtlinearen Analyse von anisotropen strukturbildenden Systemen bei Lorenz Kramer (1941–2005) promoviert wurde. Es folgte ein zweieinhalbjähriger Forschungsaufenthalt an der University of California, Santa Barbara bei Guenter Ahlers. Während dieser Zeit entdeckte er Gigantische Spiralen und das Spiral-Defekt-Chaos, das seither als Prototyp für raumzeitliches Chaos gilt.
Von 1992 bis 2005 arbeitete Eberhard Bodenschatz als Professor für Experimentalphysik an der Cornell University. Im Jahr 2003 wurde er Direktor im Nebenamt und Wissenschaftliches Mitglied am Max-Planck-Institut für Dynamik und Selbstorganisation in Göttingen, seit 2005 ist er an gleicher Stelle hauptamtlicher Direktor und Adjunct Professor of Physics und Adjunct Professor of Mechanical and Aerospace Engineering an der Cornell University. Seit 2007 ist er zudem Professor der Physik an der Universität Göttingen.

## Werk
Bodenschatz arbeitet auf dem Gebiet der Physik komplexer selbstorganisierender Systeme. Am bekanntesten sind seine grundlegenden Arbeiten auf dem Gebiet der Turbulenzforschung. Seine Arbeiten zur Teilchenverfolgung in turbulenten Strömungen haben es erstmals erlaubt, theoretische Vorhersagen von Richardson (1927), Heisenberg (1948), Jaglom (1949) und Batchelor (1950) zu überprüfen. Seine Arbeiten schufen die Grundlagen auf dem derzeit besonders stark bearbeiteten Gebiet der Lagrangeschen Turbulenz. Seit seiner Ankunft in Göttingen in 2005 hat er die Göttinger Turbulence Facility aufgebaut, in der er Gase unter hohen Drucken benutzt, um die fundamentalen Eigenschaften starker Turbulenz zu untersuchen. Experimente zur Wolkenphysik führt er auf der Zugspitze am virtuellen Umweltforschungsinstitut Schneefernerhaus durch. Einzelheiten finden sich im Video „Poesie der Wolken“ auf Youtube.
Weiterhin arbeitet er auf dem Gebiet der Biophysik mit speziellem Fokus auf komplexen, selbstorganisierenden Vorgängen in der eukaryotischen Zelle und in Zellverbänden. Dabei befasst er sich insbesondere auch mit der malignen selbst-organisierenden Herzfibrillation und deren Kontrolle.

## Ämter und Herausgeberschaften
Bodenschatz ist einer der Begründer und erster Vorsitzender der International Collaboration for Turbulence Research (2006) und war Vizevorsitzender der EU COST Action MP0806 „Particles in Turbulence“. Er ist Koordinator des EU-Infrastrukturprojektes „European High-Performance Infrastructures in Turbulence“ mit 26 Partnerinstitutionen (EuHIT).
Von 2008 bis 2012 war er Mitglied und von 2010 bis 2011 Chair des Advisory Boards des Kavli Institute for Theoretical Physics (Santa Barbara). Von 2008 bis 2011 gehörte er zum Board of Directors der Materials Research Society. Bis 2015 war Bodenschatz für 11 Jahre Editor in Chief des New Journal of Physics, einer Open-Access-Zeitschrift, die zusammen von der Deutschen Physikalischen Gesellschaft und dem Institute of Physics herausgegeben wird. Er war Herausgeber des „European Physical Journal H (Historical Perspectives on Contemporary Physics)“ (EPJH) und ist Mitglied des Editorial Board der „Annual Review of Condensed Matter Physics“.
Von Juni 2012 bis Juni 2014 war er stellvertretender Sektionsvorsitzender und von Juni 2014 bis Juni 2017 war er Sektionsvorsitzender der „Chemisch-Physikalisch-Technischen Sektion“ der Max-Planck-Gesellschaft. Seit 2016 ist er Mitglied im Vorstand der Deutschen Physikalischen Gesellschaft.
Neben seiner Tätigkeit als Wissenschaftler fördert er das Felix-Klein-Gymnasium in Göttingen, die erste öffentliche internationale Schule in Niedersachsen, und er ist ein starker Befürworter von Open Access Publishing (siehe seine Artikel im UNESCO Open Access Handbook).

## Ehrungen
Bodenschatz ist Alfred P. Sloan Research Fellow (1993), Cottrell Scholar (1995) und Fellow der American Physical Society (2003).
Im Jahr 2014 erhielt er den Stanley Corrsin Award der American Physical Society und 2015 die Ehrendoktorwürde der École normale supérieure de Lyon.
Seit 2016 ist er Ordentliches Mitglied der Akademie der Wissenschaften zu Göttingen. Im Jahr 2020 wurde Eberhard Bodenschatz in der Sektion Physik als Mitglied in die Nationale Akademie der Wissenschaften Leopoldina aufgenommen. Ebenfalls 2020 wurde er als Fellow in die American Association for the Advancement of Science gewählt.